# Agrypon flexorium
Agrypon flexorium är en stekelart som först beskrevs av Carl Peter Thunberg 1822.  Agrypon flexorium ingår i släktet Agrypon, och familjen brokparasitsteklar. Arten är reproducerande i Sverige.

## Underarter
Arten delas in i följande underarter:
- A. f. holorufum
- A. f. rufum
- A. f. basideletum
- A. f. oppositum
- A. f. rufithorax
- A. f. tricarenatum